# Ẉ
Cette page contient des caractères spéciaux ou non latins. S’ils s’affichent mal (▯, ?, etc.), consultez la page d’aide Unicode.
Ẉ (minuscule : ẉ), ou W point souscrit, était une lettre latine additionnelle utilisée dans certaines romanisations du devanagari comme celle du Digital Dictionnary of South Asia. Il s’agit de la lettre W diacritée d’un point souscrit.

## Représentations informatiques
Le W point souscrit peut être représenté avec les caractères Unicode suivants :
- précomposé (latin étendu additionnel)[1] :

| formes    | représentations | chaînes de caractères | points de code | descriptions                             |
| --------- | --------------- | --------------------- | -------------- | ---------------------------------------- |
| capitale  | Ẉ               | Ẉ                     | U+1E88         | lettre majuscule latine w point souscrit |
| minuscule | ẉ               | ẉ                     | U+1E89         | lettre minuscule latine w point souscrit |

- décomposé (latin de base, diacritiques) :

| formes    | représentations | chaînes de caractères | points de code | descriptions                                         |
| --------- | --------------- | --------------------- | -------------- | ---------------------------------------------------- |
| capitale  | Ẉ               | W◌̣                    | U+0057 U+0323  | lettre majuscule latine w diacritique point souscrit |
| minuscule | ẉ               | w◌̣                    | U+0077 U+0323  | lettre minuscule latine w diacritique point souscrit |